# Spezia Foot Ball Club 1920-1921
Questa pagina raccoglie i dati riguardanti lo Spezia Football Club nelle competizioni ufficiali della stagione 1920-1921.

## Rosa
| N. |                   | Ruolo | Calciatore         |
| -- | ----------------- | ----- | ------------------ |
|    | Italia (bandiera) | P     | Giovanni Costa III |
|    | Italia (bandiera) | D     | Attilio Maggiani   |
|    | Italia (bandiera) | D     | Orlando Lorenzelli |
|    | Italia (bandiera) | D     | Enrico Sannazzari  |
|    | Italia (bandiera) | C     | Cesare Cassanelli  |
|    | Italia (bandiera) | C     | Giovanni Delfino   |
|    | Italia (bandiera) | C     | Paolo Amadesi      |
|    | Italia (bandiera) | C     | Francesco Mitrani  |
|    | Italia (bandiera) | C     | Attilio Costa      |

| N. |                   | Ruolo | Calciatore        |
| -- | ----------------- | ----- | ----------------- |
|    | Italia (bandiera) | A     | Giovanni Gallotti |
|    | Italia (bandiera) | A     | Mario Calzolari   |
|    | Italia (bandiera) | A     | Prospero Morando  |
|    | Italia (bandiera) | A     | Lodola            |
|    | Italia (bandiera) | A     | Tieghi            |
|    | Italia (bandiera) | A     | Mario Benvenuto   |
|    | Italia (bandiera) | A     | Francesco Caiti   |
|    | Italia (bandiera) | A     | Schezzi II        |
|    | Italia (bandiera) | A     | Roberto Paganini  |

## Risultati

### Prima Categoria

#### Girone ligure

##### Girone di andata
| Arbitro: | Terzolo (Genova) |

|           |           |  |
| Romano 7’ | Marcatori |  |

| Arbitro: | Olivari (Genova) |

|           |           |  |
| Sardi 82’ | Marcatori |  |

| Arbitro: | Dani (Genova) |

|                                    |           |             |
| Gallotti 23’, 57’ Calzolari II 68’ | Marcatori | 78’ Gallino |

| Arbitro: | Dani (Genova) |

|              |           |            |
| Burlando 87’ | Marcatori | 7’ Morando |

| Arbitro: | Galletti (Genova) |

|                             |           |  |
| Calzolari II 47’ Lodola 89’ | Marcatori |  |

| Arbitro: | Canepa (Savona) |

|                          |           |  |
| De Nardo 73’ Morchio 85’ | Marcatori |  |

| Arbitro: | Pinasco (Sestri Levante) |

|                               |           |  |
| Gallotti 49’ Calzolari II 75’ | Marcatori |  |

##### Girone di ritorno
| La Spezia 16 gennaio 1921 8ª giornata | Spezia              | 0 – 0 | Savona | \| Arbitro: \| Sanguineti (Genova) \| |
| Arbitro:                              | Sanguineti (Genova) |       |        |                                       |

| Arbitro: | Agostini (Livorno) |

|              |           |               |
| Gallotti 22’ | Marcatori | 32’ De Vecchi |

| Rivarolo Ligure 30 gennaio 1921 10ª giornata | Rivarolese | 0 – 2 A tav. | Spezia |  |

| Arbitro: | Tradico (Milano) |

|                |           |           |
| Cassanelli 55’ | Marcatori | 17’ Bixio |

| Arbitro: | Crivelli (Milano) |

|  |           |              |
|  | Marcatori | 34’ Gallotti |

| Arbitro: | Bertazzoni (Modena) |

|                                  |           |              |
| Caiti 34’, 40’ Gallotti 42’, 81’ | Marcatori | 83’ Garbieri |

| Sestri Ponente 27 marzo 1921 14ª giornata | Sestrese          | 0 – 0 | Spezia | \| Arbitro: \| Galletti (Genova) \| |
| Arbitro:                                  | Galletti (Genova) |       |        |                                     |

## Statistiche

### Statistiche di squadra
| Competizione              | Punti | In casa | In casa | In casa | In casa | In casa | In casa | In trasferta | In trasferta | In trasferta | In trasferta | In trasferta | In trasferta | Totale | Totale | Totale | Totale | Totale | Totale | DR |
| Competizione              | Punti | G       | V       | N       | P       | Gf      | Gs      | G            | V            | N            | P            | Gf           | Gs           | G      | V      | N      | P      | Gf     | Gs     | DR |
| ------------------------- | ----- | ------- | ------- | ------- | ------- | ------- | ------- | ------------ | ------------ | ------------ | ------------ | ------------ | ------------ | ------ | ------ | ------ | ------ | ------ | ------ | -- |
| Prima Categoria - Liguria | 17    | 7       | 4       | 3       | 0       | 13      | 4       | 7            | 2            | 2            | 3            | 4            | 5            | 14     | 6      | 5      | 3      | 17     | 9      | +9 |

### Statistiche dei giocatori
| Giocatore         | Prima Categoria | Prima Categoria |
| Giocatore         | Presenze        | Reti            |
| ----------------- | --------------- | --------------- |
| P. Amadesi        | 11              | 0               |
| M. Benvenuto (II) | 3               | 0               |
| F. Caiti          | 2               | 2               |
| M. Calzolari (II) | 11              | 3               |
| C. Cassanelli     | 10              | 1               |
| A. Costa (I)      | 1               | 0               |
| G. Costa (III)    | 13              | -9              |
| G. Delfino        | 13              | 0               |
| G. Gallotti       | 13              | 7               |
| Lodola            | 7               | 1               |
| O. Lorenzelli     | 13              | 0               |
| A. Maggiani       | 13              | 0               |
| F. Mitrani        | 3               | 0               |
| P. Morando        | 10              | 1               |
| R. Paganini       | 1               | 0               |
| E. Sannazzari     | 11              | 0               |
| Schezzi (II)      | 2               | 0               |
| G. Tieghi (I)     | 6               | 0               |